# 続・オヤジの心に灯った小さな火
「続・オヤジの心に灯った小さな火」（ぞく・おやじのこころにともったちいさなひ）は、里田まいと藤岡藤巻（里田まい with 藤岡藤巻）の2枚目のシングル。2010年10月27日発売。

## 概要
- 前作「オヤジの心に灯った小さな火」のリベンジ発売[1]。
- 今作は、藤岡藤巻だけではなく、里田まいも作詞を担当している。

## 収録曲
1. 続・オヤジの心に灯った小さな火
  - PVにはポニョのコメントがかかれてある。ちなみに、藤岡藤巻と共に崖の上のポニョを歌っているのは、里田まいではなく、大橋のぞみである。
2. オヤジの心に灯った小さな火～デュエットバージョン～
3. 没・オヤジの心に灯った小さな火
4. 続・オヤジの心に灯った小さな火（気分は里田バージョン・カラオケ）
5. 続・オヤジの心に灯った小さな火（気分は藤岡藤巻バージョン・カラオケ）
6. 続・オヤジの心に灯った小さな火 （オリジナル・カラオケ）